# شعب نانتيكوك

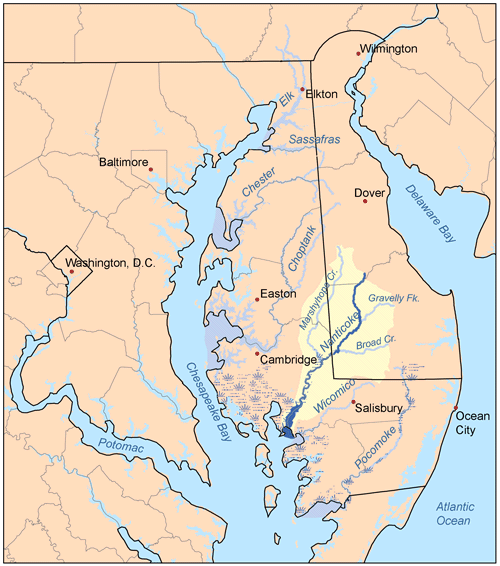
نهر نانتيكوك

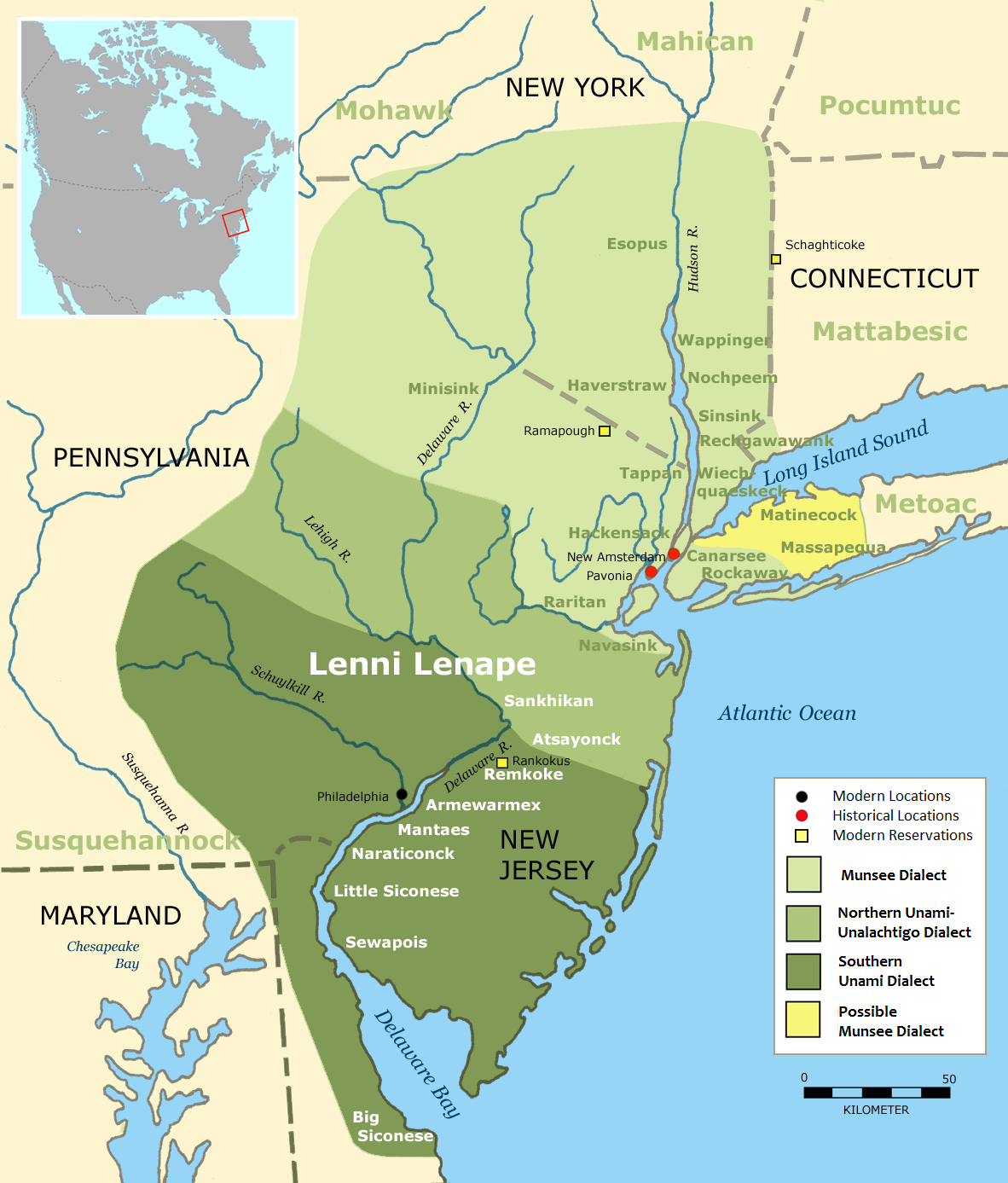
هنود ديلاوير

شعب نانتيكوك؛ هو شعب ألجونكويان أمريكي أصلي، وتقع أوطانه التقليدية في خليج تشيسابيك وديلاوير . اليوم يعيشون في شمال شرق الولايات المتحدة وكندا، وخاصة ولاية ديلاوير. في أونتاريو؛ وفي أوكلاهوما.
يتكون شعب نانتيكوك من عدة قبائل: نانتيكوك السليم (موضوع هذه المقالة)، و تشوبتانك، و الأساتيجيون، و بيسكاتواي، و دوج.

## تاريخ
قد يكون شعب نانتيكوك قد نشأ في لابرادور، كندا، وهاجر عبر منطقة البحيرات العظمى ووادي أوهايو إلى الشّرق، جنبًا إلى جنب مع شعوب شاوني ولينابي.
عام 1608، دخلت سفينة نانتيكوك في اتّصال مع أوروبا، مع وصول الكابتن البريطانيّ جون سميث. لقد تحالفوا مع البريطانيين وتاجروا معهم بجلود القندس. كانوا موجودين في مقاطعات دورتشستر وسومرست وويكوميكو.
عام 1668، وقّع إمبراطور نانتيكوك أوناكوكاسيمون معاهدة سلام مع حكومة مقاطعة ماريلاند. عام 1684، حدّدت حكومة نانتيكوك والحكومة الإنجليزيّة محميّة لاستخدامها، وتقع بين خور تشيكاكوان ونهر نانتيكوك في ماريلاند. تعدّيت الشّعوب غير الأصليّة على أراضيهم، لذلك اشترت القبيلة قطعة أرض مساحتها ثلاثة آلاف فدّان في عام 1707 في برود كريك في مقاطعة سومرست بولاية ماريلاند (مقاطعة ساسكس، ديلاوير حاليًا). عام 1742، التقت القبيلة مع القبائل المجاورة في منطقة ويمبيسوكوم نيك القريبة لمناقشة مؤامرة شاوني لمهاجمة المستوطنين الإنجليز المحليّين، ولكن تمّ اكتشاف التّجمع وتمّ القبض على القادة المتورّطين. انتقل البعض إلى ولاية بنسلفانيا في عام 1744، حيث حصلوا على إذن من اتحاد الإيروكوا للاستقرار بالقرب من وايومنغ، بنسلفانيا، وعلى طول نهر جونياتا. تمّ تسمية مدينة نانتيكوك على اسم إحدى مستوطناتهم. انتقلوا إلى أعلى النّهر بعد عقد من الزّمن. انضموا إلى قبيلة بيسكاتواي، وكلاهما كانا تحت سلطة عصبة الإيروكوا. تمّ بيع الحجز في برود كريك في عام 1768. هاجر بعض نانتيكوك شمالًا قليلاً إلى نيويورك، حيث أسسوا مستوطنة فيما أصبح مدينة نانتيكوك هناك.
انضمّ أعضاء شعب كونوي إلى نانتيكوك في أربعينيّات القرن الثّامن عشر. لقد كانوا معًا محايدين في الحرب الفرنسيّة والهنديّة. خلال الثّورة الأمريكيّة، تحالفوا مع البريطانيين. عام 1778، انتقل مائتي نانتيكوك شمالًا إلى فورت نياجرا بسبب تحالفهم. في وقت لاحق أعاد البريطانيون توطينهم في محميّة الأمم السّتة بالقرب من برانتفورد، أونتاريو، كندا، ومنحهم الأرض كتعويض عمّا فقدوه. بقي نانتيكوك الآخر في نهر بوفالو، نيويورك. انضمت مجموعة أخرى من نانتيكوك إلى ليباني وهاجرت إلى كانساس؛ في عام 1867، انتقلوا مع لينابي إلى الأراضي الهنديّة .

## حادثة وينيسوكوم
في أوائل صيف عام 1742، أراد أعضاء قبائل نانتيكوك وشوني وتشوبتانك الانتقام من المستعمرين الإنجليز . قرّرت القبائل الالتقاء في جزيرة وينيسوكوم وسط مستنقع بوكوموك الواقع في ولاية ماريلاند. قام الزّعيم روبن هود، وهوبينج سام، وسيمون ألشيكيك، وميسوان بجمع أفرادهم للّقاء في المستنقع لمدة ستّة أيّام حيث ناقشوا خطط الهجوم بالإضافة إلى قصص مواجهاتهم مع الإنجليز. وبما أنّ جميع أفراد القبائل - بما في ذلك النّساء والأطفال - قد غادروا قراهم للتّجمع في المستنقع، فقد أصبح المستعمرون متشكّكين في اختفاء السّكان الأصليّين من قراهم المحليّة. ثمّ تمّ إرسال الجنود لتجميع القبائل في المستنقع. تمّ استجواب زعماء كل قبيلة من قبل الإنجليز، وروى كل منهم قصة مختلفة عن سبب تجمّعهم في المستنقع. وذكر البعض أنّهم تجمعوا في المستنقع للصّيد فقط بينما قال آخرون إنّهم كانوا هناك لانتخاب زعيم جديد. قرّر الإنجليز أنّه نظرًا لعدم تنفيذ أيّ هجمات، فلا ينبغي إلحاق أيّ ضرر بالقبائل المحليّة. تمّ التوقيع على معاهدة السلام في 24 يوليو 1792.

## اسم
اسمهم الذاتي هو نينتيغو، والّذي يعني "شعب مياه المدّ". توصف مشيخات نانتيكوك الآن باسم ويكوموكو وموني ومانوكين، والّتي احتلّت مناطق على طول الأنهار التي سميت باسمهم. كان لدى Nanticoke شبكة تجارية واسعة مع القبائل في جميع أنحاء منطقة خليج تشيسابيك. وصفت الروايات المبكرة قبائل Nanticoke بأنها آرسيك، وكسكاراووك. 

## لغة
كانت لغة نانتيكوك مختلفة عن لغات ألجونكويان الّتي تتحدّث بها القبائل على الشّاطئ الغربيّ لميريلاند وعلى طول نهر بوتوماك. لقد انقرضت لغة نانتيكوك منذ ذلك الحين. وكانت آخر المتحدّثين هو ليديا إي. كلارك، الّتي توفيت عام 1856.  ويجري حاليا بذل الجهود لإحياء اللغة من قبل أعضاء القبائل واللغويين من جامعة جورج تاون . 

## العصر الحديث
اليوم، بعض شعب نانتيكوك هم جزء من الأمم السّتة المعترف بها اتحاديًا من الأمّة الكبرى للنهر الأول في أونتاريو، كندا . أولئك الّذين سافروا غربًا مع ولاية ديلاوير هم جزء من قبيلة ديلاوير للهنود المعترف بها اتحاديًا في أوكلاهوما.
كانت جمعية نانتيكوك الهندية في ميلسبورو قبيلة معترف بها من قبل الولاية في ولاية ديلاوير منذ عام 1922 هنود نانتيكوك ليني ليباني هم قبيلة معترف بها من قبل الولاية في نيوجيرسي.

### جمعية نانتيكوك الهندية
عام 1744، استقرّ بعض سكّان نانتيكوك بالقرب من النّهر الهندي في ولاية ديلاوير. أعيد تنظيمهم تحت اسم جمعية نانتيكوك الهنديّة وتمّ الاعتراف بهم كقبيلة من قبل الولاية في عام لديهم مقرّهم الرّئيسي في ميلسبورو. في عام 1922 تمّ تأسيسهم كمنظمة غير ربحية. لقد نظّموا أسرى سنوية، واستمرّوا فيها حتّى منتصف الثلاثينيات، خلال فترة الكساد الكبير . في عام 1977 أعادت القبيلة إحياء الحدث السنوي. وفي وقت لاحق قاموا ببناء متحف لتكريم تراثهم لتعليم أطفالهم والأمريكيين الآخرين.
المواقع المدرجة في السّجل الوطني للأماكن التّاريخية في عام 1979، والمرتبطة بمجتمع النّهر الهنديّ، تشمل: مزرعة روبرت ديفيس، مدرسة هارمون، مزرعة إسحاق هارمون، كنيسة هارموني، مزرعة دجاج أميس هيتشنز، كنيسة الإرسالية الهندية، مدرسة الإرسالية الهندية، مدرسة جونسون ومقبرة كورسي وديزي الهندية وموقع مزرعة وارن تي رايت.
في عام 2002، استقال كينيث س. "ريد دير" كلارك الأب، رئيس الجمعيّة ومساعد الرّئيس، ابنه "ليتل أوول" كلارك.
تمّ انتخاب "تي" نوروود رئيسًا وخدم حتّى عام 2008. في ذلك العام، تمّ انتخاب لاري جاكسون كرئيس، ورئيس المنظّمة ويليام هـ. "ثندر إيجل" ديزي يقود المنظّمة حتّى  2016. تمّ انتخاب ناتوشا كارمين عام 2016 وتولّت رئاسة الجمعيّة حتّى عام 2023. يتولى أفيري "ليفينغ تراكس Leaving Tracks" جونسون حاليًا منصب رئيس الجمعية اعتبارًا من عام 2023 

### هنود نانتيكوك ليني لينابي
استقرّ بعض نانتيكوك عبر خليج ديلاوير في جنوب نيوجيرسي، حيث انضموا إلى ليباني وتزاوجوا معهم. هنود نانتيكوك ليني -ليباني في نيوجيرسي معترف بهم من قبل تلك الولاية ومقرّهم في بريدجتون.  لديهم العديد من الأعضاء ذوي أصول مختلطة من نانتيكوك و ليباني . كانت كلتا القبيلتين تتحدثان لغة الألغونكيان تاريخيًا، وكانت هناك سنوات من التزاوج بينهما.

## أنظر أيضا
- الناس دوج
- الشعوب الأصلية في ولاية ماريلاند
- ناكوتشتانك

- أونالاكتيجو لينابي
- الهنود الحمر

## روابط خارجية
- جمعية نانتيكوك الهندية ، ديلاوير، الموقع الرسمي
- قبيلة ديلاوير للهنود ، أوكلاهوما، الموقع الرسمي
- ست دول للنهر الكبير ، أونتاريو، الموقع الرسمي